# الأدب العربي الحديث
الأدب العربي الحديث إن التطور الذي طرأ على الأدب العربي في أواخر القرن الماضي لم يكن مجرد حركة تطوير، كالتي شهدها الأدب منذ القرن العاشر: حيث حاول كلا من جرمانوس فرحات (1732)، والألوسي في العراق التجديد في القرن 18. ولكن الأدب الحديث لم يظهر إلا بعد أن أثمرت حركتان هامتان: هما إحياء التراث القديم، والترجمة عن الآداب الغربية. وقد بدأ أنصار إحياء القديم نشاطهم منذ فجر القرن 19، ليقاوموا تدهور الأدب وانحطاط أساليبه، فنشروا النماذج الأدبية القديمة الممتازة وقلدوا تلك النماذج في بنى أدبية جديدة. من هؤلاء إبراهيم اليازجي (ت. 1871) من الشام، وعلي مبارك (ت. 1893) من مصر، ومحمود شكري الألوسي (ت. 1923) من العراق. ألف علي مبارك مقاماته: «علم الدين»، واليازجي مقاماته: «مجمع البحرين»، كما ألف الألوسي مجموعة المنتخبات بعنوان: «بلاغة العرب».

## تاريخ

### حركة الترجمة
بدأت حركة الترجمة على يد محمد علي باشا، والي مصر، في مشروع تكوين جيشه، فرعى الحركة، وأحضر مطبعة عام 1828م (جاءت مطبعة أخرى بعدها إلى سوريا). وأهم من ترجم الكتب العلمية للجيش أثناء حكم محمد علي هو رفاعة رافع الطهطاوي، ولكن الطهطاوي أثر في الأدب الحديث آثاراً أبلغ، فقد ألف كتاباً عن رحلته سماه «تخليص الإبريز في تلخيص باريز» وصاغه في أسلوب حديث، ينقل فيه صوراً موحية بالحياة السياسية والاجتماعية في فرنسا، كما ترجم أول رواية أدبية تحت عنوان «تليماك» لفنلون الفرنسي. ولكن أثر الطهطاوي في النهضة الأدبية تأخر.
وكذلك أثرت المدرسة التي نشطت في بيروت وتونس للتأليف والترجمة، وتأثرت بالاحتكاك المباشر بالبعثات التبشيرية في لبنان، إذ نهض بها بطرس البستاني (1883)، وفارس الشدياق (1887)، وإبراهيم بن ناصيف اليازجي (1906). وكذلك محمد بيرم (1889) من تونس الذين ساهموا جميعاً في نشأة الصحافة العربية التي كان لها أكبر الفضل – بعد الإحياء والترجمة - في تنشيط الحركة الأدبية الجديدة. وتعد الصحافة – التي نشأت في مصر أولاً بمساعدة الشاميين في مستهل عهدها، ثم بدفع قوى مصري صميم – البوتقة التي صقلت الأساليب الحديثة، وأذاعت الأفكار والآراء، وكانت المجال الحيوي الطبيعي للأدب الحديث.

### الصحافة
لقد خرّجت الصحافة أعلام الأدب خلال الأعوام الثلاثين الأخيرة في القرن الماضي، وصورت – فيما عدا الشعر – كل مراحل التطور في الفنون الأدبية، حتى الحرب العالمية الأولى. التقى على صفحاتها نثر محمد عبده (1905) الكلاسي الهادر القوي، ونثر سعد زغلول (في الوقائع المصرية) الوطني المتحرر، ونثر محمد المويلحي (1930) المجدد المسجوع، ونثر المنفلوطي (1924) الرومانسي العذب الحديث، مع نثر جورجي زيدان (1914) ونثر يعقوب صروف (1927) ونثر قاسم أمين (1908) الذي اعتمد على الفكرة والبساطة والوضوح ليؤدي أغراضه العلمية الاجتماعية.
أما النثر الحماسي العاطفي – نثر مصطفى كامل (1908)، ونثر ولي الدين يكن (1921) فقد ظهر أيضاً في الصحافة أول ما ظهر. حتى النثر الساخر القصصي الممزوج بشيء من العامية، عند صنوع، وأبي نضارة (1912) وعبد الله بن النديم (1896)، لم يظهر بدوره إلا في الصحافة ليؤثر آثاره الاجتماعية الأدبية.

### أدب المهجر
ومن المهجر الأمريكي، حيث نقل المهاجرون مطبعة عربية، بدأت كتابات الرابطة القلمية ممثلة بجبران (1931) والريحاني (1940)، تغزو آفاق المشرق وتنقل الاتجاهات الحديثة في التأليف النثري العربي الحديث. وبدأت حركة الترجمة في الانتعاش وغذتها أقلام هؤلاء الأدباء جميعاً. وإن تكن الترجمات، فيما عدا المنفلوطي وعثمان جلال، لا يمكن أن تؤثر بأسلوبها في تطوير الأدب الحديث، فإنها مثل الترجمات التي سبقت عصر ابن المقفع والجاحظ، لم تكن هي الثمرة، ولكنها ساعدت في إيجاد الثمرات الأدبية الطيبة عند هذين الأدبين. ولولا حركة الترجمة، بصرف النظر عن جودة أسلوبها، ما كان يمكن للأدب العربي الحديث أن يجول فيما جال فيه من آفاق.
أفادت الترجمة أفكاراً وصوراً، ولكنها أدخلت – وهذا هو الأهم – أنواعاً جديدة للتأليف الأدبي في الرواية والمسرحية، والقصة القصيرة والمقال، والحديث..إلخ، وبدأ التقليد في المسرح عندما حاول مارون نقاش (1855) نقل موليير ونجيب حداد (1899) نقل كورني، وهوغو، ودوما، وشكسبير، وأكثر من نجح في هذا المضمار من حيث الأسلوب الأدبي هو محمد عثمان جلال (1898) الذي اقتبس من موليير وعرب رواية «بول وفرجيني» ولكن المسرحية لم تزدهر إلا في القرن العشرين.

## الأجناس والأنواع الأدبية

### الرواية
والمجهودات التي بذلت في الرواية لا تقل قوة وكثرة إذ قلد جورجي زيدان برواياته التاريخية «سكوت». وحاول فرح أنطون (1922) تأليف الرواية التحليلية. كذلك أفاد بعض الكتاب من الاطلاع على الثقافة الغربية في عالم الاجتماع والسياسة. وألف كتباً عربية جديدة - لنقل هذه التيارات مع أفكارهم وإيمانهم – مثل الكواكبي (1903) في طبائع الاستبداد، و«أم القرى» وقاسم أمين في «تحرير المرأة». وقد شاركت عائشة التيمورية (1902)، وملك حفني ناصف (1918) في استلهام الحضارات الغربية، وإن حرصتا هما وقاسم أمين على الاستمساك بالدين وتقاليد المجتمع الإسلامي، أما الشعر فقد ظل بمعزل عن التأثر بأي تيار غربي حتى الحرب الأولى ولولا بعض الموضوعات الوطنية، التي كانت تلهبها المناسبات في مختلف أنحاء البلاد العربية بصورة مختلفة، لظل الشعر محافظاً جامداً، كما كان في عصر الانحطاط. وأعلام هذه الفترة في مصر هم: سامي البارودي (1904) وأحمد شوقي (1932)، وحافظ إبراهيم (1932)، على ما بينهم من اختلاف في الأسلوب، والإحساس بالجماعات من حولهم، ومشاركتهم في الأحداث الوطنية.
لعل أبرز من طوع الأسلوب للأغراض الحديثة الفنية في الأدب هو: إبراهيم المازني (1949) الذي أصدر أول رواية اجتماعية ناجحة تصف عادات المجتمع وهي: «إبراهيم الكاتب». ومنذ ذاك العهد كثر التأليف الروائي وساهم فيه الكثيرون ومن أبرز هؤلاء: توفيق الحكيم في عودة الروح (1933) وجاءت بعدها سارة (1938) للعقاد و«نداء المجهول» (1939) لتيمور، وأخرج فريد أبو حديد في هذه الفترة رواية «ابنة المملوك» عربية بحتاً، وتعد خطوة إلى الأمام بالنسبة لروايات زيدان في نفس الاتجاه.
أما الرواية التحليلية النفسية، فقد أدخلها طه حسين لأول مرة بكتابه في السيرة الذاتية: «الأيام» (1926) الذي يعد رائعة من روائع الأدب الحديث بموضوعه وأسلوبه والحياة التي يصورها.

### الموضوعات الاجتماعية
أما الموضوعات الاجتماعية، وأما التجديدات في ميدان النوع الأدبي والصناعة الشعرية، فإن شيئاً غربياً من هذا لم يؤثر في أحد منهم. يمكن أن تقرر أن مطران حاول محاولات أقرب إلى هذا الهدف، وكذلك يمكن أن يعد الزهاوي (1936) والرصافي (1945) في العراق، أقل جموداً. وقد نعزو هذا إلى أن الصنعة الشعرية لم تنحدر في العراق إلى المستوى الذي انحدرت إليه في الشام ومصر لظروف سياسية.
أما فترة ما بعد الحرب فإنها تصور تغييرات قوية واضحة في الأدب العربي الحديث، نحو التعبير عن الحياة والمجتمع الحديثين، وتصوير مشاكل الناس واهتمامهم وأفكارهم، ونواة هذه الصحوة ترجع إلى تلاميذ محمد عبده في آخر القرن الماضي، وقد كانوا دعاة حرية وتجديد. والتفوا آخر الأمر حول صحيفتي الجريدة، ثم السياسة اللتين كان يشارك في تحريرهما لطفي السيد، وحسين هيكل، فقد اذاعت الصحيفتان الأنواع الأدبية الحديثة: الرواية، والقصة، والمقال ثم المسرحية. وأول أثر أدبي هام لهذه المدرسة رواية زينب لهيكل (1914) التي أوضحت مشكال الأسلوب العربي في كتابة الرواية الاجتماعية. وقد ساهم محمد تيمور (1921) – وخاصة بمؤلفه: «ما تراه العيون» في التغلب على بعض هذه المشاكل، ثم أكمل المهمة أخوه محمود تيمور (1894)، وغيره أمثال: عيسى عبيد، وشحاته عبيد، وطاهر لاشين ممن يتفوقون في بعض النواحي، ولكنهم لا يصلون من ناحية الأسلوب وتطويره وتطويعه لأداء المعاني الجديدة إلى ما وصل إليه التيموران في قصصهما وصورهما الواقعية الحية.

### القصة القصيرة
أما القصة القصيرة فلقد ظهرت منها مجموعات كثيرة لأكثر الكتاب في مصر وسوريا ولبنان والعراق والمهجر الأمريكي. إن أكثر الأنواع الأدبية تطوراً وتأثراً كان المقال، وبسبب انتشار الصحف وتعددها وإقبال القراء عليها منذ ثورة 1919، أخذت المقالة الصحفية التي تعالج شتى الموضوعات – سياسية، وأدبية، واجتماعية، ودينية، إلخ. – تتطور أسلوباً وشكلاً، حتى بلغت مستواها الرفيع في الآداب الغربية. ومن أهم ما جالت فيه من موضوعات أدبية، كان تقويم الثقافة العربية ومقارنتها بالثقافات الغربية، حتى اللاتينية واليونانية. كان من كتاب المقال المعروفين: طه حسين، والعقاد، وهما يميلان إلى التجديد، ورشيد رضا (1935) المحافظ، في مجلة المنار، وفريد وجدي ومصطفى صادق الرافعي (1937). ومن كتاب سوريا: محمد كرد علي (1952)، ومن لبنان والمهاجر: ميخائيل نعيمة (1889). والفضل يرجع إلى هؤلاء جميعاً، سواء أكانوا من أنصار التجديد أو المحافظة في تقويم كثير من الأفكار القديمة والحديثة، ومعادلة الحياة المعاصرة، بحيث تأخذ بأفضل مافي الاتجاهين، بعد غربلة الآراء وتمحيصها. وإليهم أيضاً يرجع الفضل في المدرسة التي تلت، والتي أصبحت تتجه علمياً إلى الاعتماد على الدرس والوثائق لكتابة المقال القيم. وفي الرواية دخل نقد المجتمع لأنه عنصر في المقال قبلاً فألفت الروايات، مثل روايات: توفيق الحكيم، وحسين فوزي في السندباد العصري، وبوفرة عند المدرسة التالية، عند: نجيب محفوظ، وحسن كامل، وغيرهما، ثم أخذت الرواية حديثاً تغرق في الواقعية، وتهمل الأسلوب، وتصدر تيارات شتى وخصوصاً بعد الحرب العالمية 2.

### المسرحيات
من الأنواع المنتشرة التي ألف فيها المؤلفون كثيراً: التراجم، والسير الأدبية، وخاصة الدينية، فقد شارك أبرز الأدباء جميعاً في هذا المضمار، لا يكاد يشذ واحد منهم عن ذلك، والاتجاه الواقعي في الرواية أثر كذلك في المسرح وبرز المسرح المصري في هذا المضمار بشكل واضح، وفرض نفسه على سائر البلاد العربية.
بدأت بواكير المسرحيات الاجتماعية الواقعية بمحمود تيمور، ولكنها لم تصل إلى اكتمالها وقوتها إلا عند توفيق الحكيم، الذي أتقن مسرحيات الرمز والأفكار الذهنية، واستخدم الكثير من الأساطير، فرعونية، وإسلامية، وغربية، وأخرج روائع في المسرح الذهني، مثل أهل الكهف، وشهرزاد، كما أخرج روائع في المسرح الاجتماعي آخرها: «السلطان الحائر». ولا يفوتنا أن نذكر محاولات شوقي في المسرح الشعري، التي تابعها من بعده عزيز أباظة، وقد عالجت موضوعات تاريخية وكلاسية. تحتل مشكلة الحوار بالعامية مكاناً بارزاً في دراسة الأدباء وتفكيرهم، ولاسيما في المسرحيات، فالمشكلة أقل عنفاً في القصة والرواية. ولقد حاول توفيق الحكيم ومحمود تيمور إدخال العامية في الحوار، في القصة والرواية، ولكن نجاحهما لم يحل المشكلة بل إن تيمور عدل عن ذلك مؤخراً، وأخذ يعيد من جديد كتابة القصة والرواية التي كتبت بالعامية إلى اللغة الفصحى. وبالرغم من محاولات كثيرة لخلق أدب بالعامية، وخاصة في لبنان، فقد باءت كلها بالفشل، وبرزت أخيراً حتمية محاولة التوفيق بين الأمرين بتسهيل الفصحى والارتفاع بالعامية. والحكم على هذه المشكلة بالحل لا يزال رهن التاريخ.
ولعل انتشار التعليم وذيوع الفصحى يؤديان إلى نتائج قريبة. وقد ساهمت المقالة الصحفية ببعض الحل، إذ أوجدت نوعاً من النثر، يمتاز بالدقة والقدرة على تصوير الواقع، أكثر من النثر الكلامي الجميل، الذي يشيع فيه المعنى، ويصور عصوراً قديمة. فإذا بالمؤلف الحديث يستطيع أن يجد في الفصحى بغيته من الألفاظ الدقيقة الكثيرة، فيما عدا الحوار الوقعي. وهذا النثر الكلامي الجديد قادر على أداء التعبير عن الواقع.

### الشعر
أما الشعر فقد أفسح مجال الصدارة للنثر منذ الحرب. وإذا كان تأثر النثر بالأدب الغربي قد أدى بسرعة إلى تأليف مبتكر جديد، فإن التأثر في الشعر كان أبطأ وظل طويلاً يحاول التحرر من قيود الشعر القديمة، وخلق أجواء جديدة وموسيقا منوعة.
قد حاول سليمان البستاني (1925)، بترجمته الإلياذة إلى شعر عربي، أن يدخل التأثير المطلوب، وإذا كانت الترجمة لا بأس بها، فإن دورها كان أضعف من أن يذكر في التجديد.
وأهم ما طور الشعر الحديث كان الشعور القومي والوطني الذي بلغ ذروة تأثيره في الشعر عند أبي القاسم الشابي (1934) من تونس، الذي استعمل الإطار القديم والصور القديمة للدلالة على مواقف قوية حديثة بنجاح باهر. وحاول غيره إدخال التأثيرات النفسية عن طريق التلاعب بالأوزان، وببعض الصيغ القديمة. وبفضل مدرسة الديوان، التي تضم العقاد، والمازني، وعبد الرحمن شكري، (أكثرهم تمثيلاً للرومانسية الجديدة) وبفضل مدرسة المهاجر الشمالية – رابطة القلم- إيليا أبو ماضي، ومدرسة المهاجر الجنوبية – العصبة الأندلسية – رشيد سليم الخوري، وفوزي المعلوف، أخذت أصول الشعر القديم تهتز أمام التيارات الجديدة. فدعت كل هذه المدارس إلى تجديد الشعر عن طريق نبذ التقليد، واستلهام الذات والإخلاص في العواطف، وتصوير أحاسيس النفس المباشرة.
كان من ثمار ذلك شعر رومانسي قوي جديد. وجاءت مدرسة أبولو وهم مجموعة الشعراء الذين التفوا حول «مجلة أبولو» التي كان يصدرها الشاعر أحمد زكي أبو شادي (1955)، لتنافس المدرسة الجديدة، التي مثلها مطران في مصر، وأبو شبكة في لبنان، وشعراء الديوان، والرابطة والعصبة، بمدرسة أكثر تجديداً وأقوى تحرراً وأشد تأثراً بالرومانسية الحديثة. وإن كان العقاد وشعراء العراق الذين عاصروا هذه الحركات التجديدية ظلوا يحافظون على الأشكال الموروثة، وعلى كثير من القوالب القديمة، فإن عبد الرحمن شكري، ومدرسة المهجر الشمالي، ومدرسة أبولو، كانوا أبعد كثيراً عن هذه النماذج العربية القديمة. وما زالت إلى اليوم المعركة، حول التزام الوزن الواحد والقافية الواحدة في القصيدة، على شدتها بين أنصار الشعر الكلاسي، وأنصار الشعر الحر الذين ينادون بالاقتصار على التقيد بالتفعيلة الواحدة، لا البحر، والتزام عدة قواف منظمة، بدل القافية الواحدة، بل التحرر نهائياً من القافية أحياناً، ثم في السبعينات بدأت أصوات أدبية بكتابة قصيدة النثر. ومن رواد هذا الأدب الهجين ه: أمين الريحاني - و[أنسي الحاج]، وشوقي أبي شقرا من (لبنان) - وجبرا إبراهيم جبرا - وتوفيق صايغ - وعزالدين المناصرة من (فلسطين)- ومحمد الماغوط من (سوريا)- ووسركون بولص - وفاضل العزاوي ومؤيد الراوي من (العراق)- والذي حرر الشعر من الوزن والقافية واستبدله بالموسيقى الداخلية كصنف جديد يضاف إلى الأنواع الشعرية، وبقيت الصورة الشعرية هي الأساس.